# Krucjata (seria książek)
Krucjata – cykl książek Jerry’ego Aherna.

## Streszczenie
Agent CIA – John Rourke, wraz z grupą wyszkolonych morderców przeżywa konflikt jądrowy. Nowy świat jest oparty na karach śmierci, masowych gwałtach, mordach i kradzieżach. Pośród anarchii, John szuka swojej rodziny – żony Sarah i dzieci – sześcioletniego Michaela i czteroletniej Ann. Podczas wędrówki, John Rourke poznaje Paula Rubensteina - Żyda z Nowego Jorku. Pomiędzy nimi powstaje więź przyjaźni.
Równolegle do poszukiwań Rourke'a, przedstawiany jest opis najwyższych władz rosyjskich. Pułkownik Karamazow, który rozpoczyna III wojnę światową, pobił swoją żonę Natalię. Natalia ucieka od swojego męża, gdzie podczas wędrówki poznaje Johna i Paula. Natalia z wzajemnością zakochuje się w Johnie. Oprócz Karamazowa i jej żony jest prezentowany generał Warakow - wuj Natalii. Warakow jest tylko komunistą ideologicznym, nie wciska na siłę każdemu ideologii.
Poważnym problemem staje się spalenie atmosfery. Część ludzi chowa się w różnych miejscach na Ziemi. John Rourke kradnie z rosyjskiej bazy wojskowej 6 urządzeń do snu narkotycznego, prowadzącego do hibernacji. Ten sam sprzęt wykorzystuje Karamazow. Warakow zrezygnował z hibernacji, uznając, że musi umrzeć.
Po około 470 latach ze snu budzi się John Rourke. Wybudza swoje dzieci, które rozpoczynają przygotowania do nowego etapu życia ludzi. John Rourke wraca do snu. Po 10 latach John, wraz z żoną Sarah, Paulem i Natalią budzą się. Podczas ich snu, Michael odnajduje fanatyków religijnych i kanibali w byłym USA. Oprócz tego główni bohaterowie walczą z resztą Rosjan, nawiązując współpracę z pozostałymi żyjącymi ludźmi (naukowcami z Projektu Eden, Islandczykami, Chińczykami oraz niemieckimi nazistami, którzy żyli w Argentynie).

## Opis świata
Akcja książki jest osadzona w latach 80. XX wieku podczas inwazji ZSRR na Afganistan. Związek Radziecki po zajęciu Afganistanu rozpoczyna atak na Pakistan. Stany Zjednoczone znajdując sojuszników w Indiach i w Chinach rozpoczyna przygotowania na obronę kraju. ZSRR w pewnej nocy rozpoczyna atak niszcząc Kalifornię, St. Louis, okolice Chicago i Waszyngtonu. Równolegle Związek Radziecki atakuje Europę Zachodnią, topiąc Wielką Brytanię. W tym samym dniu Stany Zjednoczone ogłaszają wybuch III wojny światowej bombardując radzieckie okręgi przemysłowe.
Podczas kolejnych starć, Rosja tak bombardowała Florydę, że ta oderwała się od kontynentu i została zatopiona. Inną poważną konsekwencją ataku nuklearnego jest spalenie atmosfery ziemskiej w śmiercionośnych płomieniach.
Oficjalne prawo przestało obowiązywać. Powszechne stało się mordowanie, okradanie i gwałcenie ludzi. Część ludzi popełnia masowe samobójstwa. Ogromny głód zmusza ludzkość do kanibalizmu. Wśród Niemców odradza się nazizm. Bogatsi ludzie chronią swoje życie poddając się hibernacji.
Ostatecznie konflikt wygrywa Związek Radziecki. Oprócz Rosjan ocalała garstka Pakistańczyków, Islandczyków, Amerykanów, nazistów oraz grupa naukowców w ramach Projektu Eden.
Pomimo objęcia totalitarnych rządów Związku Radzieckiego, część ludzi próbuje wywołać powstanie, po którym ma nastąpić IV wojna światowa. Największym rywalem ZSRR stają się Chiny wraz z jej arsenałem jądrowym. Część chińskiej broni jednak zostaje wykradziona przez KGB.
John Rourke pomimo walki z Rosjanami zostaje śmiertelnie ranny. Jedynym jego ratunkiem staje się hibernacja. Podczas jego snu do władzy dochodzą neofaszyści, którzy wprowadzają jeszcze większy terror niż był za czasów komunistów.

## Bohaterowie
- John Rourke - były agent CIA, ekspert przetrwania i walki, niedoszły lekarz.
- Sarah Rourke - żona Johna, z zawodu ilustratorka książek.
- Paul Rubenstein - rozbitek z samolotu, towarzysz i najlepszy przyjaciel Rourke'a.
- Natalia Karamazow - była agentka KGB, żona płk. Karamazowa. Zakochuje się w Johnie i przechodzi na jego stronę.
- Michael Rourke - syn Johna. Większość jego znajomych uznaje go za wierną kopię ojca
- Anna Rourke - córka Johna. W części Pościg wychodzi za mąż za Paula Rubinsteina.
- płk. (marszałek) Karamazow - agent KGB a następnie najwyższy dowódca armii Ukrytego Miasta na Uralu, bezwzględny tyran.
- Madison -  więźniarka ocalała od fanatyków religijnych żyjących w podziemiach. Żona Michaela.

## Tytuły książek z cyklu „Krucjaty”
1. Wojna totalna
2. Destrukcja
3. Poszukiwanie
4. Skazaniec
5. Pajęcza sieć
6. Bestialski szwadron
7. Prorok
8. Koniec jest bliski
9. Płonąca Ziemia
10. Przebudzenie
11. Odwet
12. Rebelia
13. Pościg
14. Terror
15. Przywódca
16. Mid-Wake
17. Arsenał
18. Próba sił
19. Wyprawa
20. Ostatni deszcz
21. Legenda